# ケヴィン・ゼロリ
ケヴィン・ゼロリ（Kevin Zeroli, 2005年1月11日 - ）は、イタリアのブスト・アルシーツィオ出身のサッカー選手。セリエA・ACモンツァ所属。ポジションはMF。

## クラブ経歴
ゼロリは幼少時にACミランに見出され、5歳でミランのユースに入団した。2023年6月にミランと2027年6月までのプロ契約を結んだ後、ミランのU-19チームのカピターノを務めた。2023年12月22日、トップチーム初招集入りを果たすと、同年12月30日、セリエA第18節サレルニターナ戦ホームにて後半74分、ルーベン・ロフタス＝チークと交代して途中出場、トップチームデビューとプロデビューを同時に果たす。2024年4月16日、ミランはゼロリとの契約を2028年6月30日まで更新したことを発表した。
2025年2月3日、ACモンツァへ2025年6月30日までローン移籍。同6月18日、ACモンツァへのローン移籍が2026年6月30日まで延長となる。

## 代表経歴
ゼロリはイタリア人の父親とナイジェリア人の母親の間にイタリアで生まれ、二重国籍である。彼はイタリアのユース代表選手であり、2023年11月に行われた2024年のUEFA欧州U-19選手権予選ではイタリアU-19代表としてプレーした。

## プレースタイル
元々はDF（センターバック）だったゼロリは、2人制でも3人制でもプレーできる典型的な8人制MFである。身長187cmの屈強な体格を持ち、ヘディングシュートに長けている。

## 私生活
ゼロリはイタリア人の父親とナイジェリア人の母親の間に生まれた。
兄ブライアン・ゼロリもACミランの下部組織でプレーしたサッカー選手である。